# Överföringsfunktion
En överföringsfunktion (även kallad systemfunktion) är en beskrivning av sambandet mellan insignal och utsignal för ett linjärt tidsinvariant system (LTI), och används inom olika delar av ingenjörsvetenskapen, bland annat signalbehandling och reglerteori. Överföringsfunktionen anger detta sambandet i frekvensplanet. Matematiskt är överföringsfunktionen Laplace-transformen (för tidskontinuerliga system) eller Z-transformen (för tidsdiskreta system) av impulssvaret för systemet som brukar betecknas h(t) respektive h[n].
När man pratar om överföringsfunktionen brukar den betecknas G(s). När man pratar om systemfunktionen brukar den betecknas H(s).
För ett tidsdiskret LTI-system med överföringsfunktionen {\displaystyle H_{z}}, indata {\displaystyle X_{z}} och utdata {\displaystyle Y_{z}} gäller:
{\displaystyle Y_{z}=H_{z}X_{z}}
Denna funktion är även en så kallad Kroon funktion i ett LTI-system. 